# Вінічки
Вінічки (словац. Viničky) — село в окрузі Требішов Кошицького краю Словаччини. Площа села 8,84 км². Станом на 31 грудня 2016 року в селі проживало 503 жителі.
Протікає річка Бодрог.

## Історія
Перші згадки про село датуються 1029 роком.

## Населення
| Рік:            | 1994. | 2004.   | 2014.   | 2024.    |
| --------------- | ----- | ------- | ------- | -------- |
| Кількість осіб: | 499   | 518     | 499     | 449      |
| Різниця:        |       | +3,80 % | -3,66 % | -10,02 % |

| Рік:            | 2023. | 2024.   |
| --------------- | ----- | ------- |
| Кількість осіб: | 453   | 449     |
| Різниця:        |       | -0,88 % |